# Chaetodon wiebeli
Chaetodon wiebeli är en fiskart som beskrevs av Kaup, 1863. Chaetodon wiebeli ingår i släktet Chaetodon och familjen Chaetodontidae. IUCN kategoriserar arten globalt som livskraftig. Inga underarter finns listade i Catalogue of Life.